# Großkarlbach
Großkarlbach  là một đô thị thuộc huyện Bad Dürkheim, trong bang Rheinland-Pfalz, phía tây nước Đức. Đô thị Großkarlbach có diện tích 5,26 km², dân số thời điểm ngày 31 tháng 12 năm 2006 là 1170 người.